# Mori Josiró
Mori Josiró (japánul: 森 喜朗) (Nomi, 1937. július 14. –) politikus, Japán 85-86. miniszterelnöke 2000. április 5. és 2001. április 26. között.